# Penologi
Penologi (latin: poena [poi'-] vilket betyder 'straff') är ett forskningsfält inom kriminologi som undersöker de filosofiska och praktiska aspekterna av hur olika samhällen försökt undertrycka oönskade/brottsliga beteenden och tillmötesgå den allmänna opinionens förväntningar på straffmätning. Som sådant innefattar penologi straffsanktioners uppkomst, art och beskaffenhet. Forskningsfältet behandlar även de aspekter som rör strategier för att i brottspreventivt syfte, genom rädsla för straff, beivra brott, det vill säga straffsanktionernas verkställighet och effekter.